# Jeremy Rifkin
Jeremy Rifkin, född 1945 i Denver, Colorado, är en amerikansk nationalekonom, arbetskritiker, författare och debattör. Han har de senaste 30 åren[när?] skrivit 20 böcker om inverkan av teknik och vetenskap på ekonomi, arbetsmarknaden, samhället, miljön och hållbar utveckling. Flera av böckerna har blivit internationella bestsellers och översatts till alla större språk. 

## Biografi

### Uppväxt och utbildning
Rifkin föddes i Denver, Colorado. Modern, Vivette Ravel Rifkin, var dotter till ryskjudiska immigranter till  Texas,.